# I musicisti hanno facce tristi
 I musicisti hanno facce tristi è il quarto album della band I Medusa, quinto considerando anche l'EP Out From Cages. È stato pubblicato dall'etichetta Dracma Records nel 2009.

## Il disco
Il titolo dell'album si rifà a un'idea della band secondo la quale in breve termine verrà sancita definitivamente la morte del Compact disc. Sulla copertina il numero 6311 indica il 6 marzo 2011 data ipotetica dell'abbandono del Compact disc.
Nel tour che ha seguito l'uscita dell'album i membri della band appaiono vestiti con delle tute bianche e nere, che richiamano la copertina dell'album.
Il video della canzone Duel Speed è girato da Nicolò Bravetta, mentre il video di Vacanze è girato da Riccardo Di Battista.
Il produttore dell'album è Davide Tomat (del gruppo N.A.M.B.).

## Tracce
1. Duel Speed
2. Sabato
3. Stanco (palline amare)
4. I musicisti
5. La plastica
6. MDMA
7. Quanto manca
8. Importante
9. Vacanze
10. Gualty Pc
11. Walkman

## Formazione
- Diego Perrone - voce e chitarra
- Mo'ff (Fabrizio Porro) - basso
- Maggio (Fabio Zompa) - basso e chitarra
- Don Cioccolata (Andrea Ghio) - batteria